# New Era Orchestra
New Era Orchestra — оркестр з Києва, Україна. Заснований в 2007. Тетяна Калиниченко є його співзасновником, музичним директором і диригентом. До репертуару оркестру входить класична і сучасна академічна музика.

## Про оркестр
- Відмінною особливістю стилю оркестру є створення і виконання інноваційних концертних програм. У кожному концерті присутні прем'єри творів сучасної або класичної музики.

## Діяльність
- Колектив заснований у 2007 році диригентом Тетяною Калініченко в партнерстві з Андрієм Різолем, генеральним директором PR/BTL/EVENT/ART Компанії «ВАВІЛОН». Міжнародна діяльність оркестру була ініційована Євгеном Уткіним, президентом інвестиційного IT-холдингу «КM Core» і засновником Дому мистецтва і освіти «Майстер Клас»[2].
- New Era Orchestra - постійний учасник головних культурних подій в Україні і за кордоном: мультидисциплінарний фестиваль сучасного мистецтва ГОГОЛЬFEST, Міжнародного кінофестивалю «МОЛОДІСТЬ», Міжнародного джазового фестивалю JAZZ IN KIEV, Фестивалю сучасної музики в «Арсеналі», міжнародного фестивалю сучасної музики GAIDA (Литва) і т. д. Оркестр неодноразово гастролював за кордоном. Масштабним закордонним проектом оркестру став тур Київ - Париж - Москва (2010), присвячений Андрію Тарковському, одному з найвизначніших кінорежисерів всіх часів.
- New Era Orchestra першим в Україні виконав музику таких композиторів, як Джон Адамс (США), Філіп Гласс (США), Майкл Найман, Джон Тавенер (Велика Британія), Янніс Ксенакіс (Франція), Авнер Дорман (Ізраїль - США), Такасі Йошімацу (Японія), Мар'ян Мозетіч (Канада), Георгс Пелеціса і Артурс Маскатс (Латвія). Крім того, оркестр представив прем'єри творів таких видатних сучасних композиторів, як Хоакін Родріго (Іспанія), Ясусі Акутагава (Японія), Володимир Мартинов, Павло Карманов, Леонід Десятников (Росія), Кшиштоф Пендерецький (Польща), Арво Пярт (Естонія), Гія Канчелі (Грузія), Петеріс Васкс (Латвія), Джованні Солліма (Італія) та інші.
- Оркестр працював з багатьма відомими світовими солістами, такими, як Джошуа Белл (скрипка, США), Сара Чанг (скрипка, США), Аві Авіталь (мандоліна, Ізраїль - Німеччина), Даньюло Ісідзака (віолончель, Німеччина-Японія), Роман Мінц (скрипка, Росія - Велика Британія), Аня Лехнер (віолончель, Німеччина), Діно Салуцці (бандонеон, Аргентина). Оркестр часто виступає з такими провідними українськими солістами як Кирило Шарапов (скрипка), Дмитро Марченко (вібрафон), Роман Репка (фортепіано), Артем Полуденний (віолончель), Соломія Приймак (сопрано) і багатьма іншими.

## Диригент і музичний директор

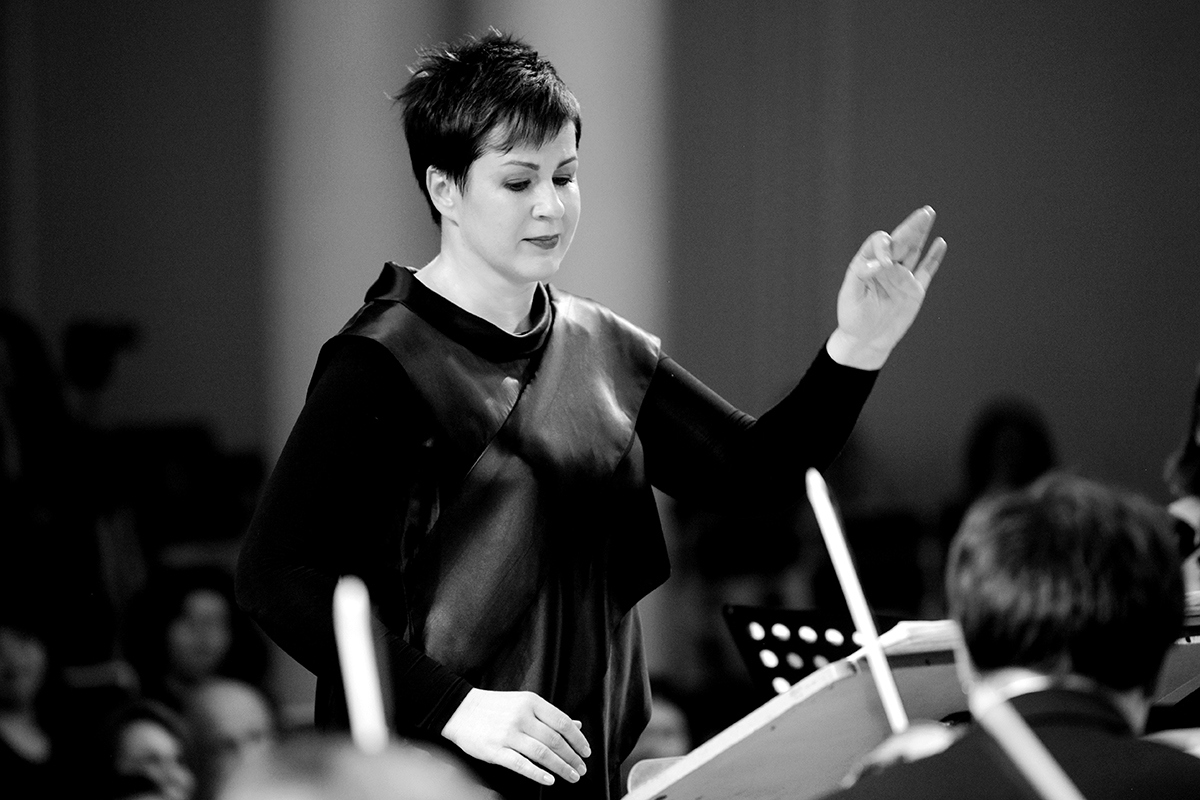
Тетяна Калініченко

Тетяна Калініченко - музичний директор і головний диригент New Era Orchestra. Здобула популярність в Україні завдяки експериментами в області академічної музики, які сформували індивідуальний стиль оркестру. У 2003 р закінчила Національну музичну академію України ім. П. І. Чайковського (клас оперно-симфонічного диригування проф. В. Гнєдаша). Працювала запрошеним диригентом в оперній студії «Молода опера» при НМАУ ім. Чайковського, а також в Дніпропетровському академічному театрі опери та балету (2004-2006). У 2004-2010 рр. - Диригент Національного Президентського оркестру України. З 2007 року - музичний директор і диригент оркестру New Era Orchestra, з 2010 - поєднує позицію художнього керівника проекту MK Classics в Будинку мистецтва та освіти «Майстер Клас».